# Храм Казанской иконы Божией Матери (Екатеринбург)

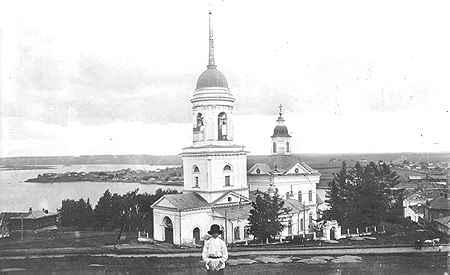
Храм в 1879 году

Храм Казанской иконы Божией Матери (Храм во имя иконы Божией Матери «Казанская», Богородицкая церковь, Богородице-Казанская церковь) — действующий православный храм в Екатеринбурге, расположенный в микрорайоне Химмаш. Был построен в 1840 году как церковь Нижне-Исетска.

## История
Первая деревянная церковь в Нижне-Исетском была воздвигнута на Вознесенской горке в 1809 году и освящена 12 июля 1809 года как Вознесенская церковь. Эта деревянная церковь была перевезена из Екатеринбурга. Первоначально церковь была установлена на месте Богоявленского кафедрального собора в 1755 году, а затем перенесена на Вознесенскую горку в 1770 году как Вознесенская церковь, откуда вновь была перенесена уже в Нижне-Исетск в 1809 году. В память бракосочетания Их Императорских Величеств, ныне царствующего Государя Императора и Его супруги и в благодарность Господу за столетнее существование Нижне-Исетского завода, Вознесенская церковь значительно была реставрирована и при ней, вместо чуланов, устроено было помещение для церковно-приходской школы. В начале XX века Вознесенская церковь считалась приписной к Казанской церкви, кладбищенской.
Казанская церковь — каменная с двумя приделами; правым назван в честь святого Апостола и Евангелиста Иоанна Богослова и левым — в честь святого Стефана Великопермского. Церковь была заложена 24 мая 1815 года, а освящена 8 июля 1840 года епископом Евлампием. В начале XX века причт состоял из 2 священников, диакона и псаломщика, а домов, принадлежащих церкви было два.
25 сентябре 1824 года в строящемся храме побывал российский император Александр I, проезжавший через Нижне-Исетский завод, а в 1837 году храм посетил наследник царевич Александр (будущий император Александр II).
Современники отмечали, что благодаря высокому месту сияние куполов и звон колоколов видно и слышно было издалека. Церковь имела просторный алтарь с резными Царскими Вратами. В церкви находились иконы Божией Матери, архангела Гавриила, за престолом белой жести — икона Спасителя. В левом приделе, в чистом и светлом служили повседневные службы, а в правом проходили службы во время Великого поста, читались 12 Евангелий, отпевали и служили панихиды. Слева от входа в храм стоял свечной комод, где оформлялись требы и продавались свечи. На колокольню вела крутая винтообразная лестница. Большой колокол «Сампсон» был отлит на Урале, также имелись два ряда по три колокола. В начале XX века славился церковный хор Казанской церкви.
В ноябре 1930 году храм стал кафедральным. Церковь была закрыта в 1935 году. После этого в здании храма располагались в разное время клуб детдома, клуб Уралхиммашзавода, цех завода РТИ, а затем до 1974 года оно пустовало. А 20 июня 1974 года в 14:30 часа храм был полностью взорван по требованию члена ЦК КПСС Кириленко А. П. («Либо убирайте, либо восстанавливайте!»), а директором Уралхиммаша Макаровым В. М. на месте взорванного храма была создана площадь Ермака.

## Возрождение
5 апреля 2002 года архиепископ Викентий освятил закладной камень возрождаемой церкви, а уже с июня 2011 года в церкви совершаются богослужения. 10 июля 2016 года на церковь были установлены крест и 15 метровый купол весом в 9 тонн на высоту в 40 метров. 21 июля 2017 года храм был вновь освящён митрополитом Екатеринбургским и Верхотурским Кириллом.

## Общество трезвости
1 марта 1909 года при храме было открыто Нижне-Исетское отделение Арамильского церковного общества трезвости, в котором в 1911 году уже состояло 146 человек, а в приходе Казанской церкви числилось более 3,5 тысяч прихожан.

## Сиротский приют
При храме находился сиротский приют, в котором воспитывалось 10—20 детей к 1905 году. Приют содержался из средств верующих и на пожертвования управляющего Нижнеисетского завода, а также за счёт вознаграждений от работ воспитанников на мельнице

## Священники
Константин Николаевич Алексеев (1873—1918), закончив Камышловское духовное училище в 1891 году, обучался в Пермской Духовной семинарии. В 1893 году стал псаломщиком, а в 1897 году получил сан диакона и определён к Царе-Константиновской церкви села Галкинское Шадринского уезда. В 1901 году служил диаконом в Николаевской церкви Верх-Нейвинского завода Екатеринбургского уезда. В 1908—1910 годах служил диаконом Казанско-Богородицкой церкви Нижне-Исетского завода Екатеринбургского уезда. В феврале—марте 1910 годах рукоположен в сан священника в Крестовой Богородицкой церкви Архиерейского дома Екатеринбурга, стал служить в Духосошествиевской церкви Кыштымского завода Екатеринбургского уезда, одновременно являясь законоучителем Кыштымского одноклассного училища. В 1912—1918 годах служил священником в Свято-Троицкой церкви села Троицкого Камышловского уезда. В 1918 году убит красноармейцами вблизи железнодорожной станции Антрацит. Решением Священного Синода от 17 июля 2002 года священномученик Константин (Алексеев) прославлен в Соборе новомучеников и исповедников Российских.